# The Sims 4: Seasons
| Агрегатор  | Оцінка |
| ---------- | ------ |
| Metacritic | 81/100 |

The Sims 4: Seasons — п'яте доповнення для комп'ютерної гри жанру стратегічного симулятору життя The Sims 4. У США вийшло 22 червня 2018. Пакет фокусується на сезонах, погоді та сезонних святах. Схожими доповненнями є The Sims 2: Seasons та The Sims 3: Seasons.

## Нововведення
- Нові кар'єри: Садівництво[3]
- Нові ігрові функції/взаємодії: сезони, погода, свята, календар[4][5]
- Нові інтерактивні об'єкти: термостат, басейн для дітей[6]
- Нова смерть: термостатична[6][4]

## Музика
| Список саундтреків The Sims 4: Seasons | Список саундтреків The Sims 4: Seasons | Список саундтреків The Sims 4: Seasons | Список саундтреків The Sims 4: Seasons | Список саундтреків The Sims 4: Seasons |
| #                                      | Назва                                  | Автор                                  | Радіо                                  | Тривалість                             |
| -------------------------------------- | -------------------------------------- | -------------------------------------- | -------------------------------------- | -------------------------------------- |
| 1.                                     | «Cruel Summer»                         | Bananarama                             | Диско                                  | 4:08                                   |
| 2.                                     | «Hot in Herre»                         | Nelly                                  | Хіп-хоп                                | 4:07                                   |
| 3.                                     | «Walking on Sunshine»                  | Aly & AJ                               | Поп-рок                                | 3:13                                   |
| 4.                                     | «Steal My Sunshine»                    | Marc Costanzo                          | Хіп-хоп                                | 3:48                                   |
| 5.                                     | «Schools's Out»                        | Еліс Купер                             | Глем-рок                               | 4:37                                   |
| 6.                                     | «Want You Back»                        | 5 Seconds of Summer                    | Поп-рок                                | 2:20                                   |